# 瞳の中のあなた
「瞳の中のあなた」（ひとみのなかのあなた）は、Insheartの楽曲である。2015年11月1日に1作目のミニ・アルバム『瞳の中のあなた』のタイトル曲として発売された。

## 背景・リリース
本作はJyunが初めて書いた楽曲で、自殺を志願していた少女をテーマとしている。本作についてJyunは、「精神科医として生きる意味を見いだせないという患者と関わり、少しでも前向きになってもらおうと治療するものの、うまくいかず患者が自殺してしまったという経験から『医師として患者の苦しみを少しでも癒し、今日と明日のあなたをつなぐ架け橋に自分自身がなれたら』『今日と明日を繋ぐ架け橋になる曲を作れたら』という思いから生まれた」と語っている。
2017年2月15日に発売された2ndミニ・アルバム『あなたが生まれて』にはアコースティック・バージョン、4月5日に発売されたベスト・アルバム『おばあちゃんの のこしもの』には、新たにレコーディングされた音源が収録された。
2019年に公開された映画『いのちスケッチ』の主題歌に起用された。9月4日には、本作を使用した『いのちスケッチ』の予告編が公開された。

## 演奏
- Toshi - ボーカル、ヴァイオリン
- Jyun - ギター

## タイアップ
- ブロードメディア・スタジオ配給映画『いのちスケッチ』主題歌

## 収録アルバム
- 瞳の中のあなた
- あなたが生まれて（acoustic ver.）
- おばあちゃんの のこしもの（新録バージョン）